# Lilit Pipojan

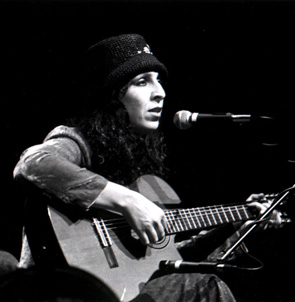
Lilit Pipojan, vor 2007

Lilit Pipojan (armenisch Լիլիթ Պիպոյանի; * 16. Juni 1955 in Jerewan, Armenische SSR) ist eine armenische Sängerin, Komponistin und Architektin.
Lilit Pipojan gehört zum engen Kreis zeitgenössischer armenischer Künstler, deren Arbeit einen Sonderweg zur traditionellen Volksmusik, zur klassischen, geistlichen und populären Musik ihres Landes darstellt. In einer Jerewaner Künstlerfamilie aufgewachsen, absolvierte sie zunächst die Spendiarjan-Musikschule. Danach studierte sie Architektur und erlangte ein Doktorat in Theorie und Geschichte der armenischen Architektur.
Pipojans Kompositionen fußen auf armenischen Gedichten und volkstümlichen Motiven. Sie schätzt mittelalterliche  weltliche Liedtexte, die sie auf moderne Weise arrangiert und die sie mit neuen, aber armenisch geprägten Melodien versieht, wenn die originalen nicht überliefert sind.
Sie schreibt auch Musik, die auf moderner armenischer Poesie gründet. Pipojan hat drei CDs aufgenommen, Konzertreisen haben sie in die Schweiz, nach Syrien und in die Vereinigten Staaten geführt. Sie lebt mit ihrem Mann und zwei Kindern in Jerewan.

## Diskographie
- One Day of the City – (2003)
- Lialousin – (2004)
- Blue Flower – (2006)